# レッドグローブ
レッドグローブ(Red Globe)は、生食用に用いられる赤ブドウ品種である。

## 概要
カリフォルニア大学デービス校のハロルド・オルモとアルバート・T・コヤマがL12-80（Hunisa x エンペラー）とS45-48（L12-80 x ノチェーラ）を交配させ作出した品種である。ディ・ジョルジオフルーツ社のシエラビスタ農場で特に糖度の高い物を1958年5月27日に選定した。
生産は2007年現在米国カリフォルニア州で5,057ha、チリでは2006年現在5,785haで、このほかアルゼンチン、南アフリカ等で栽培されている。主に生食、干し葡萄、ジュースなどで消費される。

## シノニム
グローボ・ロホ（Globo Rojo）、紅提子（Hong Ti Qui）、 Rose LTO